# John D. Collins
John D. Collins (2. prosinca 1942.) je britanski glumac najpoznatiji po ulozi Fairfaxa u seriji 'Allo 'Allo!.
Glumio je i u serijama Dad's Army, Some Mothers Do 'Ave 'Em, The Sweeney, Secret Army, Citizen Smith, Yes Minister, It Ain't Half Hot Mum, Hi-De-Hi!, i Doctor Who serijalu Arc of Infinity, Are You Being Served?, Mućke, You Rang, M'Lord?, Lovejoy, Peak Practice, Oh, Doctor Beeching!, Birds of a Feather iWycliffe.

## Vanjske poveznice
- John D. Collins u internetskoj bazi filmova IMDb-u (engl.)